# 7. Fallschirmjäger-Division (Wehrmacht)
Die 7. Fallschirmjäger-Division war ein Großverband der Luftwaffe der deutschen Wehrmacht während des Zweiten Weltkrieges.

## Geschichte
Am 25. November 1944 erfolgte die Umbenennung der Fallschirmjäger-Division Erdmann, welche an der Front in Venlo in den Niederlanden eingesetzt war und erst seit September 1944 bestand, in die 7. Fallschirmjäger-Division. Die Division behielt das Verbandsabzeichen des Vorgängerverbandes und wurde der 1. Fallschirm-Armee bis April bei der Heeresgruppe H, dann der Heeresgruppe Nordwest unterstellt.
Die Division wurde bis Januar 1945 an der Westfront in den Niederlanden und anschließend im Elsass eingesetzt. Ab dem 15. Januar 1945 war die Division kurzzeitig als Einheit bei der 1. Armee im Unternehmen Nordwind eingesetzt und konnte am linken Rheinufer einen Weg bis zum Brückenkopf Gambsheim freikämpfen. Ende Januar 1945 wurde die Division dort u. a. durch die 47. Volksgrenadier-Division abgelöst und die Division kehrte zur 1. Fallschirm-Armee zurück. 
Sie nahm im Februar 1945 an der Schlacht im Reichswald teil und kämpfte später im März 1945 im Raum Wesel (Operation Varsity).
Kurz vor Ende des Krieges war die Division in Norddeutschland eingesetzt. Während des weiteren Rückzuges in Richtung Schleswig-Holstein geriet die Division im Anschluss an die Teilkapitulation der Wehrmacht vom 4. Mai 1945 im Raum Oldenburg in britische Kriegsgefangenschaft.

## Kommandeur
Einziger Divisionskommandeur war der Generalleutnant Wolfgang Erdmann, ehemaliger Kommandeur der Fallschirmjäger-Division Erdmann.

## Gliederung
- Fallschirmjäger-Regiment 19, ehemals Fallschirmjäger-Regiment [Oberst Günther] Menzel, mit drei Bataillonen
- Fallschirmjäger-Regiment 20, ehemals Fallschirmjäger-Regiment [Major Franz] Graßmel, mit drei Bataillonen
- Fallschirmjäger-Regiment 21, ehemals Fallschirmjäger-Regiment [Rudolf] Löytved-Hardegg, mit drei Bataillonen
- Fallschirmjäger-Panzerjäger-Abteilung 7, ehemals Fallschirmjäger-Panzerjäger-Regiment Grunwald, mit drei Kompanien
- Fallschirmjäger-Artillerie-Abteilung 7 mit drei Batterien (Umgliederung Anfang 1945)
- Fallschirmjäger-Flak-Abteilung 7 mit fünf Batterien
- Fallschirmjäger-Granatenwerfer-Bataillon 7 mit drei Kompanien
- Fallschirmjäger-Pionier-Bataillon 7 mit vier Kompanien
- Fallschirmjäger-Nachrichten-Abteilung 7 mit zwei Kompanien
- Fallschirmjäger-Versorgungseinheiten 7

## Bekannte Divisionsangehörige
- Rudolf Löytved-Hardegg (1905–2003), von der Aufstellung bis Kriegsende Kommandeur des Fallschirmjäger-Regiment 21